# Probaryconus fuscus
Probaryconus fuscus är en stekelart som först beskrevs av Alan Parkhurst Dodd 1913.  Probaryconus fuscus ingår i släktet Probaryconus och familjen Scelionidae. Inga underarter finns listade i Catalogue of Life.